# Bleiner Agrón
Bleiner Agrón Mosquera (Bogotá, 24 de febrero de 2001) es un futbolista colombiano. Juega de defensa.

## Trayectoria
Bleiner Agrón se formó en La Equidad y ha realizado toda su trayectoria en el equipo bogotano. Así mismo, jugó para la selección de Colombia sub-20. Con la escuadra aseguradora disputó un total de 59 partidos, sin embargo, 2022 fue el año en el que se consolidó en la plantilla y disputó la mayoría de cotejos. En el año 2023 fichó por el Club Sport Emelec de la Primera División de Ecuador.
El 14 de enero de 2022 fue promovido desde el equipo sub-20 al plantel de mayores, debutando ante Independiente Santa Fe y ganándose un puesto en el rol titular.
Gracias a su buen rendimiento fue fichado el 14 de enero de 2023 por Emelec para disputar la LigaPro, Copa Ecuador y Copa Sudamericana.

## Estadísticas

### Clubes
Actualizado al último partido jugado el 30 de septiembre de 2023.
| Club                  | Div.          | Temporada     | Liga  | Liga  | Copas nacionales | Copas nacionales | Copas internacionales | Copas internacionales | Total | Total |
| Club                  | Div.          | Temporada     | Part. | Goles | Part.            | Goles            | Part.                 | Goles                 | Part. | Goles |
| --------------------- | ------------- | ------------- | ----- | ----- | ---------------- | ---------------- | --------------------- | --------------------- | ----- | ----- |
| La Equidad · Colombia | 1.ª           | 2020          | 4     | 0     | 2                | 0                | —                     | —                     | 6     | 0     |
| La Equidad · Colombia | 1.ª           | 2021          | 10    | 1     | —                | —                | 0                     | 0                     | 10    | 1     |
| La Equidad · Colombia | 1.ª           | 2022          | 39    | 0     | 3                | 0                | 1                     | 0                     | 43    | 0     |
| La Equidad · Colombia | Total club    | Total club    | 53    | 1     | 5                | 0                | 1                     | 0                     | 59    | 1     |
| Emelec · Ecuador      | 1.ª           | 2023          | 9     | 0     | 0                | 0                | 3                     | 0                     | 12    | 0     |
| Emelec · Ecuador      | Total club    | Total club    | 9     | 0     | 0                | 0                | 3                     | 0                     | 12    | 0     |
| Total carrera         | Total carrera | Total carrera | 62    | 1     | 5                | 0                | 4                     | 0                     | 71    | 1     |
| 1. 2.                 |               |               |       |       |                  |                  |                       |                       |       |       |